# Маршан, Бертран
Бертран Маршан (фр. Bertrand Marchand; 27 апреля 1953, Динан — 26 августа 2023, Эреак) — французский футболист и тренер.

## Биография
В качестве футболиста выступал на позиции защитника за клуб Лиги 1 «Ренн». Завершал свою карьеру в команде низшей лиги «Туар Фут-79», которую затем Маршан возглавлял на протяжении 12 лет. С 2002 по 2004 год он был наставником выступавшего в элите «Генгама», после чего специалист уехал за рубеж. Он успешно работал с коллективами из Туниса, Марокко и Катара.
В июне 2010 года Бертран Маршан был назначен на должность главного тренера сборной Туниса. С ним был подписан контракт по системе 2+1. Однако уже в конце года руководство федерации уволило француза после неудач во время отборочного этапа Кубка африканских наций 2012. Под руководством Маршана «карфагенские орлы» дважды проиграли Ботсване и сыграли вничью с Малави.

## Достижения
- Обладатель Суперкубка КАФ (1): 2008.
- Обладатель Кубка Марокко (1): 2011/12.
- Финалист Кубка Туниса (1): 2005/06.

## Семья
Сын специалиста Пьер Маршан (род. 1984) также работает тренером с французскими командами низших лиг.